# Mas Llorens
El Mas Llorens és un edifici de Salt (Gironès) protegit com a bé cultural d'interès local.

## Descripció
És un conjunt d'un mas fortificat amb torre de planta quadrangular i tres pisos amb murs d'opus incertum amb filades de carreus rectangulars als angles i teulat a quatre vessants que es podria datar entre els segles xi i xiii. Són característiques les espitlleres de ballesta, originàriament en tenia quatre a cada cara i només en queden deu i una gàrgola esculpida per la banda oest.
A la planta baixa i segon pis trobem espitlleres d'armes de foc, ja del segle xvi. Actualment la banda de ponent de la torre conté obertures a cada pis, amb muntants de pedra ben tallada. Destaca la finestra gòtico-renaixentista del primer pis que té la inscripció "Me Fecit 1609 Gaspar Llorens". A la part superior de la torre veien a cada cara una doble obertura d'arc de mig punt separades per un mainell.
A la banda sud es pot veure una escala de cargol exterior, probablement també del 1609, que dona accés als pisos superiors. A la banda de llevant, de la mateixa època, trobem un portal renaixentista d'accés a la sala principal de la casa. Documentalment sabem que la torre era un edifici exempt i avui es troba integrat al conjunt de l'edifici del mas Llorens.

## Història
L'any 1217 trobem el Mas Llorenç documentat. L'any 1359, les propietats dels Llorens queden recollides en un capbreu i es coneix que les seves terres limitaven amb el cementiri de l'església de Sant Cugat, temple que se situa pràcticament al costat de la masia. L'any 1467 el príncep Ferran s'allotjà al Mas Llorens.
Fins al segle xvi, sabem que explotaven algunes terres en alou però la majoria eren terres sota el domini de l'església o algun senyor. L'any 1609 es realitzen obres que deixen entreveure la nova condició social del pagès benestant i això suposa la pèrdua del caràcter defensiu que tenia el conjunt.
Al segle xviii passà a mans dels familiars antecessors del marquès de Camps segons consta en un inventari del 1796. Després d'haver estat propietat també dels Cortada de Santa Eugènia de Ter, fruit del matrimoni d'una filla de Gaspar Llorens amb Narcís Cortada, i dels Font de Girona després. Possiblement d'aquesta època, entre els segles XVII i XVIII, és la fisonomia contemporània del mas, en el que es van fer noves ampliacions afegint un nou edifici de tres cossos adossat al sud de la torre i un nou cos al sector oriental.
Durant els anys finals del franquisme, una de les dependències del mas s'anomena "ca la Quela" i s'hi realitzen activitats d'escoltisme, reunions, debats i col·loquis. L'any 1981 l'Ajuntament (aleshores de Girona) adquireix el Mas Llorens. L'any 1986 l'Ajuntament de Salt comença la restauració del Mas Llorens. L'any 1991 s'inaugura la restauració completament acabada.